# Miami Dolphins 1978
La stagione 1978 dei Miami Dolphins è stata la numero 13 della franchigia, la nona nella National Football League.

## Calendario

### Stagione regolare
| Turno | Data  | Avversario             | Risultato | Punti Dolphins | Punti avv. | Record | Pubblico |
| 1     | 3/9   | @ New York Jets        | S         | 20             | 33         | 0–1    | 49.598   |
| 2     | 10/9  | @ Baltimore Colts      | V         | 42             | 0          | 1–1    | 47.730   |
| 3     | 17/9  | Buffalo Bills          | V         | 31             | 24         | 2–1    | 48.373   |
| 4     | 24/9  | @ Philadelphia Eagles  | S         | 3              | 17         | 2–2    | 62.998   |
| 5     | 1/10  | St. Louis Cardinals    | V         | 24             | 10         | 3–2    | 43.882   |
| 6     | 9/10  | Cincinnati Bengals     | V         | 21             | 0          | 4–2    | 54.729   |
| 7     | 15/10 | @ San Diego Chargers   | V         | 28             | 21         | 5–2    | 50.637   |
| 8     | 22/10 | @ New England Patriots | S         | 24             | 33         | 5–3    | 60.424   |
| 9     | 29/10 | Baltimore Colts        | V         | 26             | 8          | 6–3    | 53.524   |
| 10    | 5/11  | Dallas Cowboys         | V         | 23             | 16         | 7–3    | 69.414   |
| 11    | 12/11 | @ Buffalo Bills        | V         | 25             | 24         | 8–3    | 48.623   |
| 12    | 20/11 | @ Houston Oilers       | S         | 30             | 35         | 8–4    | 50.290   |
| 13    | 26/11 | New York Jets          | S         | 24             | 13         | 8–5    | 49.255   |
| 14    | 3/12  | @ Washington Redskins  | V         | 16             | 0          | 9–5    | 52.860   |
| 15    | 10/12 | Oakland Raiders        | V         | 23             | 6          | 10–5   | 73.003   |
| 16    | 18/12 | New England Patriots   | V         | 23             | 3          | 11–5   | 72.071   |

### Playoff
| Turno              | Data  | Avversario     | Risultato |
| ------------------ | ----- | -------------- | --------- |
| Divisional playoff | 24/12 | Houston Oilers | S 34-14   |

## Classifiche
| AFC East                | AFC East | AFC East | AFC East | AFC East | AFC East | AFC East | AFC East | AFC East | AFC East |
|                         | V        | S        | P        | %        | DIV      | CONF     | PF       | PS       | Str.     |
| ----------------------- | -------- | -------- | -------- | -------- | -------- | -------- | -------- | -------- | -------- |
| New England Patriots(2) | 11       | 5        | 0        | .688     | 6–2      | 9–3      | 358      | 286      | S1       |
| Miami Dolphins(4)       | 11       | 5        | 0        | .688     | 5–3      | 8–4      | 372      | 254      | V3       |
| New York Jets           | 8        | 8        | 0        | .500     | 6–2      | 7–5      | 359      | 364      | S2       |
| Baltimore Colts         | 5        | 11       | 0        | .313     | 1–7      | 3–9      | 239      | 421      | S5       |
| Buffalo Bills           | 5        | 11       | 0        | .313     | 2–6      | 4–10     | 302      | 354      | V1       |